# Campionato Europeo Velocità 1988
Il campionato Europeo Velocità 1988 è stato l'8ª edizione della competizione motociclistica Europea.

## Il contesto
La conformazione del campionato rimane la stessa per il sesto anno consecutivo, con le classi in gara che restano: la 80, la 125, la 250, la 500 ed i sidecar.
I titoli continentali sono andati: al bulgaro Bogdan Nikolov per la classe 80, agli italiani Emilio Cuppini, Fausto Ricci e Alberto Rota per quel che concerne le classi 125, 250 e 500; mentre l'equipaggio svizzero composto da Tony e Kilian Wyssen si aggiudica la classe sidecar.

## Calendario
Il calendario delle gare viene ampliato rispetto alla stagione precedente, con le prove che passano dalle sette del 1987 alle dieci di questa stagione. La prova italiana passa dal circuito del Mugello a quello di Misano, con quest'ultimo circuito che ospita anche la prova sammarinese, in questo modo si corse due volte sul circuito italiano nella stessa stagione. Anche in Spagna si corsero due prove, una Jerez e l'altra a Jarama. La prova tedesca corsa ad Hockenheim e quella francese di Le Mans (anche questa nuova, rispetto al 1987), si svolsero nella stessa giornata e nello stesso circuito dei due GP del campionato mondiale Superbike del 1988.
La sola classe che corse tutte le dieci prove fu la 250, mentre la classe sidecar corse solo la metà delle gare calendarizzate.
| Data         | Nazione        | Circuito   | Vincitori          | Vincitori           | Vincitori          | Vincitori        | Vincitori                           |
| Data         | Nazione        | Circuito   | classe 80          | classe 125          | classe 250         | classe 500       | classe sidecar                      |
| ------------ | -------------- | ---------- | ------------------ | ------------------- | ------------------ | ---------------- | ----------------------------------- |
| 13 marzo     | Spagna         | Jerez      | Ralf Waldmann      | Alessandro Gramigni | Andreas Preining   | Fabio Barchitta  | -                                   |
| 9 aprile     | Italia         | Misano     | Peter Öttl         | Emilio Cuppini      | Andrea Borgonovo   | Vittorio Scatola | -                                   |
| 8 maggio     | Germania       | Hockenheim | Reiner Scheidhauer | Emilio Cuppini      | Engelbert Neumaier | Karl Truchsess   | Tony Wyssen- Kilian Wyssen          |
| 14 maggio    | Austria        | Salzburg   | János Szabó        | Emilio Cuppini      | Andrea Borgonovo   | -                | -                                   |
| 12 giugno    | Cecoslovacchia | Most       | János Szabó        | Emilio Cuppini      | Fausto Ricci       | Karl Truchsess   | Tony Wyssen- Kilian Wyssen          |
| 21 giugno    | Paesi Bassi    | Assen      | Bert Smit          | Emilio Cuppini      | Fausto Ricci       | Fabio Barchitta  | Tony Wyssen- Kilian Wyssen          |
| 10 luglio    | San Marino     | Misano     | -                  | Emilio Cuppini      | Andreas Preining   | Alberto Rota     | -                                   |
| 4 settembre  | Francia        | Le Mans    | -                  | -                   | Fausto Ricci       | Rachel Nicotte   | Yvan Nigrowsky- Martial Charpentier |
| 11 settembre | Spagna         | Jarama     | Bogdan Nikolov     | Emilio Cuppini      | Fausto Ricci       | Alberto Rota     | -                                   |
| 25 settembre | Regno Unito    | Donington  | -                  | -                   | Wilco Zeelenberg   | Darren Dixon     | Tony Wyssen- Kilian Wyssen          |

## Sistema di punteggio
Mutuando quanto avvenuto nel motomondiale, anche nel campionato europeo venne modificato il sistema di attribuzione del punteggio, che adesso assegna punti non più ai primi dieci piloti arrivati nelle singole prove, bensì' ai primi quindici. Cambiano anche i punti attribuiti alla vittoria, che passa dai 15 punti ai 20, del secondo posto (da 12 a 17) ed a tutte le posizioni (che vengono aumentate proporzionalmente rispetto a quanto avveniva in passato).
| Pos.  | 1  | 2  | 3  | 4  | 5  | 6  | 7 | 8 | 9 | 10 | 11 | 12 | 13 | 14 | 15 | 16 > |
| ----- | -- | -- | -- | -- | -- | -- | - | - | - | -- | -- | -- | -- | -- | -- | ---- |
| Punti | 20 | 17 | 15 | 13 | 11 | 10 | 9 | 8 | 7 | 6  | 5  | 4  | 3  | 2  | 1  | 0    |

## Le classi

### Classe 80
Fonte:
La classe di minor cilindrata vede primeggiare il pilota bulgaro Bogdan Nikolov, che prende punti in sei delle sette prove in calendario, vincendo una gara in stagione (l'ultima prova di Jarama). Vince due gare l'ungherese János Szabó, piazzandosi al secondo posto in classifica generale, le altre vittorie nelle singole prove sono state ottenute: dai tedeschi Ralf Waldmann, Peter Öttl e Reiner Scheidhauer, una vittoria anche per l'olandese Bert Smit.
Per quel che concerne i costruttori, quello di Nikolov è il primo titolo continentale per una motocicletta della Krauser.
| Pos. | Pilota             | Moto      | Spagna (bandiera) | Italia (bandiera) | Germania (bandiera) | Austria (bandiera) | Rep. Ceca (bandiera) | Paesi Bassi (bandiera) | Spagna (bandiera) | P.ti |
| ---- | ------------------ | --------- | ----------------- | ----------------- | ------------------- | ------------------ | -------------------- | ---------------------- | ----------------- | ---- |
| 1    | Bogdan Nikolov     | Krauser   | 11                | 4                 | -                   | 2                  | 2                    | 6                      | 1                 | 82   |
| 2    | János Szabó        | Krauser   | -                 | 9                 | -                   | 1                  | 1                    | 9                      | 4                 | 67   |
| 3    | Adrie Nijenhuis    | Casal     | -                 | 12                | 3                   | 5                  | 9                    | 2                      | 8                 | 62   |
| 4    | Hans Koopman       | Ziegler   | -                 | -                 | 7                   | 8                  | 3                    | -                      | 2                 | 49   |
| 5    | Paul Bordes        | RB Moto   | 4                 | 7                 | 13                  | 12                 | 4                    | -                      | -                 | 42   |
| 6    | Josef Lutzenberger | Eberhardt | -                 | -                 | 4                   | 4                  | -                    | 4                      | -                 | 39   |
| 7    | Janez Pintar       | Eberhardt | -                 | 8                 | 6                   | 11                 | 5                    | 11                     | -                 | 39   |
| 8    | Ralf Waldmann      | Seel      | 1                 | 2                 | -                   | -                  | -                    | -                      | -                 | 37   |
| -    | Bert Smit          | Minarelli | -                 | -                 | 2                   | -                  | -                    | 1                      | -                 | 37   |
| 10   | Michael Gschwander | Seel      | 3                 | 13                | 9                   | -                  | 8                    | -                      | -                 | 33   |
| 11   | Peter Öttl         | Krauser   | -                 | 1                 | 5                   | -                  | -                    | -                      | -                 | 31   |
| 12   | Xavier Debón       | Arbizu    | 2                 | 6                 | -                   | -                  | -                    | -                      | -                 | 27   |
| 13   | Jos van Dongen     | Casal     | -                 | -                 | -                   | 3                  | -                    | 5                      | -                 | 26   |
| 14   | Reiner Koster      | LCR-Casal | -                 | 5                 | -                   | -                  | 7                    | 10                     | -                 | 26   |
| 15   | Stefan Brägger     | Casal     | -                 | 11                | -                   | 7                  | 6                    | 14                     | -                 | 26   |
| 16   | Roberto Sassone    | BBFT      | 5                 | -                 | -                   | -                  | 11                   | -                      | 11                | 21   |
| 17   | Reiner Scheidhauer | Seel      | -                 | -                 | 1                   | -                  | -                    | -                      | -                 | 20   |
| 18   | Javier Arumi       | Krauser   | 7                 | -                 | -                   | -                  | -                    | -                      | 6                 | 19   |
| 19   | Jacques Bernard    | Fantic    | -                 | -                 | -                   | -                  | -                    | 7                      | 7                 | 18   |
| 20   | Petra Gschwander   | Seel      | 12                | -                 | 12                  | 14                 | 12                   | -                      | 12                | 18   |
| 21   | Rainer Kunz        | Ziegler   | -                 | -                 | -                   | 6                  | 10                   | -                      | -                 | 16   |
| 22   | Gabriele Gnani     | Gnani     | -                 | 3                 | -                   | -                  | -                    | -                      | -                 | 15   |
| -    | René Dünki         | Krauser   | -                 | -                 | -                   | -                  | -                    | 3                      | -                 | 15   |
| -    | José Saez          | Autisa    | -                 | -                 | -                   | -                  | -                    | -                      | 3                 | 15   |
| 25   | Mathias Ehinger    | Krauser   | -                 | -                 | -                   | 9                  | -                    | 8                      | -                 | 15   |
| 26   | Stefan Kurfiss     | Ziegler   | -                 | -                 | 10                  | 10                 | -                    | -                      | 13                | 15   |
| 27   | Emilio Palencia    | Autisa    | 9                 | -                 | -                   | -                  | -                    | -                      | 9                 | 14   |
| 28   | Juan Esteve        | Autisa    | 6                 | -                 | -                   | 13                 | -                    | -                      | -                 | 13   |
| 29   | Alojs Pavlic       | Seel      | -                 | 15                | 8                   | 15                 | -                    | 13                     | -                 | 13   |
| 30   | Massimo Piazza     | Unimoto   | -                 | -                 | -                   | -                  | -                    | -                      | 5                 | 11   |
| 31   | Antonio Sánchez    | Cobas     | 8                 | -                 | -                   | -                  | -                    | -                      | -                 | 8    |
| 32   | Joaquim Machado    | Autisa    | 10                | -                 | 15                  | -                  | -                    | -                      | -                 | 7    |
| 33   | Jaime Mariano      | Autisa    | -                 | 10                | -                   | -                  | -                    | -                      | -                 | 6    |
| -    | Joaquín Galí       | Motul     | -                 | -                 | -                   | -                  | -                    | -                      | 10                | 6    |
| 35   | Hagen Klein        | Honda     | -                 | -                 | 11                  | -                  | -                    | -                      | -                 | 5    |
| 36   | Kees Besseling     | CJB       | -                 | -                 | -                   | -                  | -                    | 12                     | -                 | 4    |
| 37   | Péter Tibori       | Huvo      | -                 | 14                | 14                  | -                  | -                    | -                      | -                 | 4    |
| -    | Chris Baert        | Casal     | -                 | -                 | -                   | -                  | 14                   | -                      | 14                | 4    |
| 39   | Philippe Desmet    | Casal     | 13                | -                 | -                   | -                  | -                    | -                      | -                 | 3    |
| -    | Jan Vanecek        | Krauser   | -                 | -                 | -                   | -                  | 13                   | -                      | -                 | 3    |
| 41   | Paolo Buzzi        | Unimoto   | 14                | -                 | -                   | -                  | -                    | -                      | -                 | 2    |
| 42   | Carlos Romero      | Honda     | 15                | -                 | -                   | -                  | -                    | -                      | -                 | 1    |
| -    | Kvetoslav Samak    | Casal     | -                 | -                 | -                   | -                  | 15                   | -                      | -                 | 1    |
| -    | Thomas Engl        | Krauser   | -                 | -                 | -                   | -                  | -                    | 15                     | -                 | 1    |
| -    | Luis Metello       | Casal     | -                 | -                 | -                   | -                  | -                    | -                      | 15                | 1    |
| Pos. | Pilota             | Moto      | Spagna (bandiera) | Italia (bandiera) | Germania (bandiera) | Austria (bandiera) | Rep. Ceca (bandiera) | Paesi Bassi (bandiera) | Spagna (bandiera) | P.ti |

| Legenda | 1º posto        | 2º posto            | 3º posto           | A punti      | Senza punti        | Grassetto – Pole position Corsivo – Giro più veloce |
| Legenda | Gara non valida | Non qual./Non part. | Ritirato/Non class | Squalificato | '-' Dato non disp. | Grassetto – Pole position Corsivo – Giro più veloce |

### Classe 125
Fonte:
Vincendo sette delle otto prove in calendario, il pilota italiano Emilio Cuppini vince il campionato europeo per la classe 125, si classifica secondo Alessandro Gramigni, quest'ultimo è anche il vincitore della sola gara che non è andata a Cuppini, la prima prova corsa a Jerez.
Per la prima volta nella storia di questo campionato, grazie al fatto che Cuppini era equipaggiato da una Garelli, non è un pilota dotato di motocicletta MBA a vincere il titolo piloti della classe 125.
| Pos. | Pilota                       | Moto    | Spagna (bandiera) | Italia (bandiera) | Germania (bandiera) | Austria (bandiera) | Rep. Ceca (bandiera) | Paesi Bassi (bandiera) | San Marino (bandiera) | Spagna (bandiera) | P.ti |
| ---- | ---------------------------- | ------- | ----------------- | ----------------- | ------------------- | ------------------ | -------------------- | ---------------------- | --------------------- | ----------------- | ---- |
| 1    | Emilio Cuppini               | Garelli | 9                 | 1                 | 1                   | 1                  | 1                    | 1                      | 1                     | 1                 | 147  |
| 2    | Alessandro Gramigni          | MBA     | 1                 | 3                 | -                   | 2                  | 3                    | 3                      | 2                     | 11                | 104  |
| 3    | Ottmar Schuler               | MBA     | -                 | -                 | 3                   | 5                  | 2                    | 6                      | 5                     | -                 | 64   |
| 4    | Roberto Dova                 | MBA     | 8                 | 6                 | 4                   | 10                 | -                    | 11                     | 7                     | 7                 | 60   |
| 5    | Alain Kempener               | Rotax   | 5                 | 9                 | 6                   | 4                  | 5                    | -                      | -                     | 10                | 58   |
| 6    | Gabriele Debbia              | MBA     | 2                 | 4                 | -                   | -                  | -                    | -                      | 6                     | 2                 | 57   |
| 7    | Taru Rinne                   | MBA     | 14                | -                 | 8                   | 8                  | 4                    | 4                      | -                     | 4                 | 57   |
| 8    | Doriano Romboni              | MBA     | -                 | 2                 | -                   | -                  | -                    | -                      | 3                     | 5                 | 43   |
| 9    | Kris Galatowicz              | Honda   | 3                 | 13                | -                   | -                  | -                    | -                      | 4                     | 6                 | 41   |
| 10   | Paul Bordes                  | MBA     | 11                | 7                 | 9                   | 12                 | 11                   | -                      | -                     | 9                 | 37   |
| 11   | Reinhard Strack              | Honda   | -                 | -                 | -                   | -                  | 8                    | 8                      | 15                    | 3                 | 32   |
| 12   | Norbert Peschke              | MBA     | -                 | 5                 | 5                   | -                  | -                    | 7                      | -                     | -                 | 31   |
| 13   | Dirk Raudies                 | Honda   | -                 | -                 | 13                  | -                  | 7                    | 10                     | 10                    | 12                | 28   |
| 14   | Dirk Hafeneger               | MBA     | -                 | -                 | 2                   | 6                  | -                    | -                      | -                     | -                 | 27   |
| 15   | Alfred Waibel                | MBA     | -                 | 10                | 7                   | -                  | -                    | 5                      | -                     | -                 | 26   |
| 16   | Manfred Baumann              | MBA     | -                 | -                 | -                   | 3                  | 12                   | 13                     | -                     | -                 | 22   |
| 17   | Klaus-Dieter Kindle          | Honda   | -                 | 12                | 11                  | 13                 | -                    | 12                     | 11                    | -                 | 21   |
| 18   | Stefan Prein                 | Honda   | -                 | -                 | -                   | -                  | -                    | 2                      | -                     | -                 | 17   |
| 19   | Pietro Paolucci              | MBA     | -                 | 8                 | -                   | 7                  | -                    | -                      | -                     | -                 | 17   |
| 20   | Alfred Ganglberger           | MBA     | -                 | -                 | -                   | 9                  | 15                   | 9                      | -                     | -                 | 15   |
| 21   | José Carlos Morillas         | Cobas   | 10                | -                 | -                   | -                  | -                    | -                      | -                     | 8                 | 14   |
| 22   | Xavier Debón                 | Arbizu  | 4                 | -                 | -                   | -                  | -                    | -                      | -                     | -                 | 13   |
| 23   | Manuel Hernández             | Beneti  | 7                 | -                 | 14                  | 14                 | -                    | -                      | -                     | -                 | 13   |
| 24   | Jarmo Piepponen              | Garelli | -                 | -                 | 10                  | 11                 | -                    | -                      | -                     | -                 | 11   |
| 25   | Stefano Pennese              | MBA     | 6                 | -                 | -                   | -                  | -                    | -                      | -                     | -                 | 10   |
| -    | Reijo Rosnell                | MBA     | -                 | -                 | -                   | -                  | 6                    | -                      | -                     | -                 | 10   |
| 27   | Chris Jensen                 | MBA     | -                 | 14                | -                   | -                  | 9                    | -                      | -                     | -                 | 9    |
| 28   | Paolo Scapini                | Honda   | -                 | -                 | -                   | -                  | -                    | -                      | 8                     | -                 | 8    |
| 29   | Heinz Litz                   | MBA     | -                 | -                 | -                   | -                  | -                    | -                      | 9                     | -                 | 7    |
| 30   | Uwe Heider                   | MBA     | -                 | -                 | -                   | -                  | 10                   | -                      | -                     | -                 | 6    |
| 31   | Roberto Bucci                | MBA     | -                 | 11                | -                   | -                  | -                    | -                      | -                     | -                 | 5    |
| 32   | Flemming Kistrup             | MBA     | -                 | -                 | -                   | -                  | -                    | 14                     | 13                    | -                 | 5    |
| 33   | Fernando González De Nicolás | Cobas   | 12                | -                 | -                   | -                  | -                    | -                      | -                     | -                 | 4    |
| -    | Janez Pintar                 | MBA     | -                 | -                 | 12                  | -                  | -                    | -                      | -                     | -                 | 4    |
| -    | Marco Pirani                 | Balen   | -                 | -                 | -                   | -                  | -                    | -                      | 12                    | -                 | 4    |
| 36   | Josef Amstutz                | Honda   | -                 | -                 | -                   | -                  | 14                   | -                      | 14                    | -                 | 4    |
| 37   | Pierre Micciarelli           | Honda   | 13                | -                 | -                   | -                  | -                    | -                      | -                     | -                 | 3    |
| -    | Rainer Kunz                  | Rotax   | -                 | -                 | -                   | -                  | 13                   | -                      | -                     | -                 | 3    |
| -    | Luis d'Antín                 | Alfer   | -                 | -                 | -                   | -                  | -                    | -                      | -                     | 13                | 3    |
| 40   | Manfred Thurmayer            | Honda   | -                 | -                 | -                   | -                  | -                    | -                      | -                     | 14                | 2    |
| 41   | Ray Murphy                   | Honda   | 15                | -                 | -                   | -                  | -                    | -                      | -                     | -                 | 1    |
| -    | Gérard Rolland-Piègue        | Honda   | -                 | 15                | -                   | -                  | -                    | -                      | -                     | -                 | 1    |
| -    | Jukka Vainio                 | MBA     | -                 | -                 | 15                  | -                  | -                    | -                      | -                     | -                 | 1    |
| -    | Michel Nicolay               | MBA     | -                 | -                 | -                   | 15                 | -                    | -                      | -                     | -                 | 1    |
| -    | Alan Patterson               | Honda   | -                 | -                 | -                   | -                  | -                    | 15                     | -                     | -                 | 1    |
| -    | Anselmo Lasasoa              | Honda   | -                 | -                 | -                   | -                  | -                    | -                      | -                     | 15                | 1    |
| Pos. | Pilota                       | Moto    | Spagna (bandiera) | Italia (bandiera) | Germania (bandiera) | Austria (bandiera) | Rep. Ceca (bandiera) | Paesi Bassi (bandiera) | San Marino (bandiera) | Spagna (bandiera) | P.ti |

| Legenda | 1º posto        | 2º posto            | 3º posto           | A punti      | Senza punti        | Grassetto – Pole position Corsivo – Giro più veloce |
| Legenda | Gara non valida | Non qual./Non part. | Ritirato/Non class | Squalificato | '-' Dato non disp. | Grassetto – Pole position Corsivo – Giro più veloce |

### Classe 250
Fonte:
Iniziando la stagione con una Yamaha per poi portarla a termine con una Aprilia, diviene campione europeo della classe 250 l'italiano Fausto Ricci, lo stesso risulta il pilota con maggior numero di vittorie nelle singole prove (4). Il secondo classificato, Renzo Colleoni, non ottiene nessuna vittoria in gara, diversamente dal terzo in classifica, l'austriaco Andreas Preining, che vince due gare. Due vittorie stagionali anche per Andrea Borgonovo, che chiude quarto in classifica piloti, mentre una vittoria a testa la ottengono: Engelbert Neumaier e Wilco Zeelenberg. 
| Pos. | Pilota                    | Moto             | Spagna (bandiera) | Italia (bandiera) | Germania (bandiera) | Austria (bandiera) | Rep. Ceca (bandiera) | Paesi Bassi (bandiera) | San Marino (bandiera) | Francia (bandiera) | Spagna (bandiera) | Regno Unito (bandiera) | P.ti |
| ---- | ------------------------- | ---------------- | ----------------- | ----------------- | ------------------- | ------------------ | -------------------- | ---------------------- | --------------------- | ------------------ | ----------------- | ---------------------- | ---- |
| 1    | Fausto Ricci              | Yamaha e Aprilia | -                 | 2                 | -                   | 3                  | 1                    | 1                      | -                     | 1                  | 1                 | 9                      | 119  |
| 2    | Renzo Colleoni            | Aprilia          | -                 | -                 | 3                   | 5                  | 3                    | 6                      | 2                     | 2                  | 4                 | 7                      | 107  |
| 3    | Andreas Preining          | Aprilia          | 1                 | -                 | 4                   | 4                  | -                    | -                      | 1                     | 11                 | 2                 | 6                      | 98   |
| 4    | Andrea Borgonovo          | Aprilia          | 14                | 1                 | 2                   | 1                  | 2                    | -                      | 4                     | 8                  | -                 | -                      | 97   |
| 5    | Urs Jucker                | Yamaha           | 4                 | -                 | 6                   | -                  | 6                    | -                      | 7                     | 9                  | 3                 | 4                      | 77   |
| 6    | Wilco Zeelenberg          | Yamaha           | 7                 | 9                 | 5                   | -                  | 7                    | 2                      | -                     | -                  | -                 | 1                      | 73   |
| 7    | Engelbert Neumaier        | Aprilia          | -                 | -                 | 1                   | -                  | -                    | 4                      | 3                     | -                  | 5                 | -                      | 59   |
| 8    | Patrick van den Goorbergh | Honda            | 2                 | 4                 | -                   | 6                  | -                    | 13                     | -                     | -                  | 8                 | -                      | 51   |
| 9    | Christian Boudinot        | Fior/Rotax       | 3                 | 8                 | -                   | -                  | 15                   | 11                     | 6                     | -                  | 14                | 8                      | 49   |
| 10   | Roland Busch              | Aprilia          | 6                 | 11                | 9                   | -                  | 5                    | 5                      | -                     | -                  | 13                | -                      | 47   |
| 11   | Bernard Haenggeli         | Honda            | -                 | 3                 | -                   | 14                 | 12                   | 14                     | 9                     | 3                  | -                 | -                      | 45   |
| 12   | Renato Colleoni           | Aprilia          | 11                | 10                | 14                  | -                  | 9                    | 10                     | 5                     | -                  | -                 | 11                     | 42   |
| 13   | Bernhard Schick           | Honda            | 8                 | 7                 | -                   | 10                 | -                    | 12                     | 10                    | -                  | -                 | -                      | 33   |
| 14   | Neddy Crotta              | Aprilia          | 5                 | 12                | 8                   | 8                  | -                    | 15                     | -                     | -                  | -                 | -                      | 32   |
| 15   | Josef Hutter              | Honda            | -                 | -                 | 13                  | 7                  | 14                   | 8                      | -                     | -                  | 9                 | 13                     | 32   |
| 16   | Stefan Klabacher          | Aprilia          | -                 | -                 | 7                   | 2                  | -                    | -                      | -                     | -                  | -                 | -                      | 26   |
| 17   | Cees Doorakkers           | Honda            | -                 | -                 | -                   | 13                 | 4                    | -                      | 11                    | -                  | 11                | -                      | 26   |
| 18   | Hermann Holder            | Honda            | -                 | 5                 | 12                  | 12                 | -                    | 9                      | -                     | -                  | -                 | -                      | 26   |
| 19   | Nigel Bosworth            | Aprilia          | -                 | -                 | -                   | -                  | 11                   | 3                      | 13                    | -                  | -                 | -                      | 23   |
| 20   | Bruno Bonhuil             | Honda e Yamaha   | -                 | -                 | -                   | -                  | -                    | -                      | -                     | -                  | 6                 | -                      | 23   |
| 21   | Rob Orme                  | Yamaha           | 10                | -                 | 10                  | -                  | 8                    | -                      | -                     | -                  | -                 | -                      | 20   |
| 22   | Gary Cowan                | Honda            | -                 | -                 | -                   | -                  | -                    | -                      | -                     | -                  | -                 | 2                      | 17   |
| 23   | Woolsey Coulter           | Honda            | -                 | -                 | -                   | -                  | -                    | -                      | -                     | -                  | -                 | 3                      | 15   |
| 24   | Hans Becker               | Yamaha           | -                 | -                 | 15                  | 11                 | -                    | 7                      | -                     | -                  | -                 | -                      | 15   |
| 25   | Mario Houssin             | Yamaha           | -                 | -                 | -                   | 9                  | -                    | -                      | -                     | 10                 | -                 | -                      | 13   |
| 26   | Hervé Duffard             | Honda            | -                 | -                 | -                   | -                  | -                    | -                      | -                     | 5                  | -                 | -                      | 11   |
| -    | Alan Carter               | Yamaha           | -                 | -                 | -                   | -                  | -                    | -                      | -                     | -                  | -                 | 5                      | 11   |
| 28   | Marcello Ianetta          | Honda            | -                 | 6                 | -                   | -                  | -                    | -                      | -                     | -                  | -                 | -                      | 10   |
| -    | Bernd Kassner             | Yamaha           | -                 | -                 | -                   | -                  | -                    | -                      | -                     | 6                  | -                 | -                      | 10   |
| 30   | Siegfried Minich          | Yamaha           | -                 | -                 | -                   | -                  | -                    | -                      | -                     | 7                  | -                 | -                      | 9    |
| -    | Carlos Muñoz              | Cobas            | -                 | -                 | -                   | -                  | -                    | -                      | -                     | -                  | 7                 | -                      | 9    |
| 32   | Roberto Antonellini       | Yamaha           | -                 | -                 | -                   | -                  | -                    | -                      | 8                     | -                  | -                 | 15                     | 9    |
| 33   | Alain Bronec              | Honda            | -                 | -                 | -                   | -                  | -                    | -                      | -                     | 13                 | 10                | -                      | 9    |
| 34   | Gilberto Gambelli         | Honda            | -                 | 15                | -                   | -                  | -                    | -                      | 14                    | 12                 | 15                | -                      | 8    |
| 35   | Juan López Mella          | Honda            | 9                 | -                 | -                   | -                  | -                    | -                      | -                     | -                  | -                 | -                      | 7    |
| 36   | Frédéric Protat           | Pelosi           | -                 | -                 | -                   | -                  | 10                   | -                      | -                     | -                  | -                 | -                      | 6    |
| -    | Steve Patrickson          | Rotax            | -                 | -                 | -                   | -                  | -                    | -                      | -                     | -                  | -                 | 10                     | 6    |
| 38   | Martin Füg                | Rotax            | -                 | -                 | 11                  | -                  | -                    | -                      | -                     | -                  | -                 | -                      | 5    |
| 39   | Graham Singer             | Rotax            | 15                | -                 | -                   | -                  | -                    | -                      | 12                    | -                  | -                 | -                      | 5    |
| 40   | Marcel Kellenberger       | Yamaha           | 12                | -                 | -                   | -                  | -                    | -                      | -                     | -                  | -                 | -                      | 4    |
| -    | Bobby Issazahde           | Honda            | -                 | -                 | -                   | -                  | -                    | -                      | -                     | -                  | 12                | -                      | 4    |
| -    | Fabrizio Furlan           | Honda            | -                 | -                 | -                   | -                  | -                    | -                      | -                     | -                  | -                 | 12                     | 4    |
| 43   | Hans Vontobel             | Yamaha           | 13                | -                 | -                   | -                  | -                    | -                      | -                     | -                  | -                 | -                      | 3    |
| -    | Thomas Bacher             | Rotax            | -                 | 13                | -                   | -                  | -                    | -                      | -                     | -                  | -                 | -                      | 3    |
| -    | Franck Girod-Roux         | Yamaha           | -                 | -                 | -                   | -                  | 13                   | -                      | -                     | -                  | -                 | -                      | 3    |
| 46   | Richard Gauthier          | Yamaha           | -                 | 14                | -                   | -                  | -                    | -                      | -                     | -                  | -                 | -                      | 2    |
| -    | Marco Biegert             | Honda            | -                 | -                 | -                   | -                  | -                    | -                      | -                     | 14                 | -                 | -                      | 2    |
| -    | Alain Kempener            | Aprilia          | -                 | -                 | -                   | -                  | -                    | -                      | -                     | -                  | -                 | 14                     | 2    |
| 49   | Wilhelm Hörhager          | Honda            | -                 | -                 | -                   | 15                 | -                    | -                      | -                     | -                  | -                 | -                      | 1    |
| -    | Fabrizio Cecchini         | Honda            | -                 | -                 | -                   | -                  | -                    | -                      | 15                    | -                  | -                 | -                      | 1    |
| -    | Laurent Naveau            | Yamaha           | -                 | -                 | -                   | -                  | -                    | -                      | -                     | 15                 | -                 | -                      | 1    |
| Pos. | Pilota                    | Moto             | Spagna (bandiera) | Italia (bandiera) | Germania (bandiera) | Austria (bandiera) | Rep. Ceca (bandiera) | Paesi Bassi (bandiera) | San Marino (bandiera) | Francia (bandiera) | Spagna (bandiera) | Regno Unito (bandiera) | P.ti |

| Legenda | 1º posto        | 2º posto            | 3º posto           | A punti      | Senza punti        | Grassetto – Pole position Corsivo – Giro più veloce |
| Legenda | Gara non valida | Non qual./Non part. | Ritirato/Non class | Squalificato | '-' Dato non disp. | Grassetto – Pole position Corsivo – Giro più veloce |

### Classe 500
Fonte:
Alberto Rota su Honda ottiene il titolo europeo della classe 500, con lo stesso che ottiene due vittorie nelle gare. Nessuna vittoria ed un piazzamento a podio per il secondo classificato, il tedesco Michael Rudroff. Una vittoria per Vittorio Scatola con la Paton, che conclude terzo il campionato piloti. Due vittorie a testa in stagione per Karl Truchsess e Fabio Barchitta, mentre ottengono una vittoria Darren Dixon su Suzuki e Rachel Nicotte con la Chevallier.
| Pos. | Pilota              | Moto             | Spagna (bandiera) | Italia (bandiera) | Germania (bandiera) | Rep. Ceca (bandiera) | Paesi Bassi (bandiera) | San Marino (bandiera) | Francia (bandiera) | Spagna (bandiera) | Regno Unito (bandiera) | P.ti |
| ---- | ------------------- | ---------------- | ----------------- | ----------------- | ------------------- | -------------------- | ---------------------- | --------------------- | ------------------ | ----------------- | ---------------------- | ---- |
| 1    | Alberto Rota        | Honda            | 2                 | 2                 | 4                   | 2                    | 3                      | 1                     | 3                  | 1                 | 6                      | 144  |
| 2    | Michael Rudroff     | Honda            | 10                | 6                 | 2                   | 4                    | 7                      | 7                     | 4                  | 8                 | -                      | 85   |
| 3    | Vittorio Scatola    | Paton            | 3                 | 1                 | -                   | -                    | -                      | 9                     | 11                 | 3                 | 7                      | 71   |
| 4    | Maarten Duyzers     | Honda            | 8                 | -                 | 9                   | 3                    | 2                      | 10                    | -                  | 4                 | -                      | 66   |
| 5    | Karl Truchsess      | Honda            | 5                 | 5                 | 1                   | 1                    | -                      | -                     | -                  | -                 | -                      | 62   |
| 6    | Steve Manley        | Suzuki           | 4                 | 4                 | 7                   | -                    | 4                      | 13                    | -                  | 6                 | -                      | 61   |
| 7    | Fabio Barchitta     | Honda            | 1                 | -                 | -                   | -                    | 1                      | 3                     | -                  | -                 | -                      | 55   |
| 8    | Stefano Pennese     | Honda            | -                 | -                 | 11                  | 5                    | 6                      | 8                     | -                  | 5                 | 11                     | 50   |
| 9    | Michele Valdo       | Paton            | 6                 | -                 | -                   | 6                    | -                      | 12                    | -                  | -                 | 5                      | 35   |
| 10   | Darren Dixon        | Suzuki           | -                 | 8                 | 10                  | -                    | -                      | -                     | -                  | -                 | 1                      | 34   |
| 11   | Andreas Leuthe      | Suzuki           | -                 | 15                | -                   | -                    | -                      | 6                     | -                  | 2                 | -                      | 28   |
| 12   | Romolo Balbi        | Honda            | -                 | 3                 | -                   | -                    | -                      | 5                     | -                  | -                 | -                      | 26   |
| 13   | Massimo Maestri     | Suzuki           | -                 | 12                | -                   | 7                    | -                      | 4                     | -                  | -                 | -                      | 26   |
| 14   | Hans Klingebiel     | Suzuki           | -                 | -                 | 13                  | 12                   | -                      | -                     | 7                  | 12                | 10                     | 26   |
| 15   | Sepp Doppler        | Honda            | 14                | -                 | 5                   | -                    | 10                     | 11                    | -                  | -                 | -                      | 24   |
| 16   | David Leach         | Suzuki           | 11                | -                 | -                   | -                    | -                      | -                     | 2                  | -                 | -                      | 22   |
| 17   | Ari Rämö            | Honda            | -                 | 10                | 8                   | 8                    | -                      | -                     | -                  | -                 | -                      | 22   |
| 18   | Rachel Nicotte      | Chevallier/Honda | -                 | -                 | -                   | -                    | -                      | -                     | 1                  | -                 | -                      | 20   |
| 19   | Niggi Schmassmann   | Honda            | 9                 | -                 | -                   | -                    | -                      | -                     | 13                 | 7                 | -                      | 19   |
| 20   | Mark Philips        | Suzuki           | -                 | -                 | -                   | -                    | -                      | -                     | 12                 | 10                | 8                      | 18   |
| 21   | Massimo Broccoli    | Cagiva           | -                 | -                 | -                   | -                    | -                      | 2                     | -                  | -                 | -                      | 17   |
| -    | Steve Spray         | Suzuki           | -                 | -                 | -                   | -                    | -                      | -                     | -                  | -                 | 2                      | 17   |
| 23   | Georg-Robert Jung   | Honda            | -                 | -                 | 3                   | -                    | -                      | -                     | -                  | -                 | -                      | 15   |
| -    | Cees Doorakkers     | Honda            | -                 | -                 | -                   | -                    | -                      | -                     | -                  | -                 | 3                      | 15   |
| 25   | Jean-Luc Demierre   | Suzuki           | -                 | 14                | 12                  | -                    | 15                     | -                     | 15                 | 9                 | -                      | 15   |
| 26   | Torbjørn Bastiansen | Suzuki           | 15                | -                 | -                   | -                    | -                      | -                     | -                  | -                 | 4                      | 14   |
| 27   | Hans-Jörg Butz      | Honda            | -                 | -                 | -                   | 9                    | 11                     | 15                    | -                  | -                 | -                      | 13   |
| 28   | Alois Meyer         | Honda            | -                 | -                 | 14                  | -                    | -                      | -                     | 6                  | -                 | -                      | 12   |
| 29   | Henk de Vries       | Honda            | -                 | -                 | -                   | -                    | 5                      | -                     | -                  | -                 | -                      | 11   |
| -    | Martin Trösch       | Honda            | -                 | -                 | -                   | -                    | -                      | -                     | 5                  | -                 | -                      | 11   |
| 31   | Silvo Habat         | Honda            | -                 | 13                | -                   | -                    | 8                      | -                     | -                  | -                 | -                      | 11   |
| 32   | Peter Sköld         | Honda            | -                 | -                 | 6                   | -                    | -                      | -                     | -                  | -                 | -                      | 10   |
| 33   | Ian Pratt           | Suzuki           | 12                | -                 | -                   | 10                   | -                      | -                     | -                  | -                 | -                      | 10   |
| 34   | Bruno Scatola       | Honda            | -                 | 11                | -                   | -                    | 13                     | 14                    | -                  | -                 | -                      | 10   |
| 35   | Peter Schleef       | Honda            | 7                 | -                 | -                   | -                    | -                      | -                     | -                  | -                 | -                      | 9    |
| -    | Rinaldo Boggiani    | Suzuki           | -                 | 7                 | -                   | -                    | -                      | -                     | -                  | -                 | -                      | 9    |
| 37   | Bernard Andrault    | Suzuki           | -                 | -                 | -                   | -                    | -                      | -                     | 8                  | -                 | -                      | 8    |
| 38   | Leandro Becheroni   | Suzuki           | -                 | 9                 | -                   | -                    | -                      | -                     | -                  | -                 | -                      | 7    |
| -    | Kees van der Endt   | Honda            | -                 | -                 | -                   | -                    | 9                      | -                     | -                  | -                 | -                      | 7    |
| -    | Daniel Pauget       | Honda            | -                 | -                 | -                   | -                    | -                      | -                     | 9                  | -                 | -                      | 7    |
| -    | Dirk Hedegard       | Suzuki           | -                 | -                 | -                   | -                    | -                      | -                     | -                  | -                 | 9                      | 7    |
| 42   | Christoph Bürki     | Honda            | -                 | -                 | -                   | -                    | -                      | -                     | 14                 | 11                | -                      | 7    |
| 43   | Timo Paavilainen    | Suzuki           | -                 | -                 | -                   | -                    | -                      | -                     | 10                 | -                 | -                      | 6    |
| 44   | Rudolf Zeller       | Honda            | 13                | -                 | -                   | 13                   | -                      | -                     | -                  | -                 | -                      | 6    |
| 45   | Rudi Gächter        | Yamaha           | -                 | -                 | -                   | 11                   | -                      | -                     | -                  | -                 | -                      | 5    |
| 46   | Theo Louwes         | Suzuki           | -                 | -                 | -                   | -                    | 12                     | -                     | -                  | -                 | -                      | 4    |
| -    | Gunnar Bruhn        | Honda            | -                 | -                 | -                   | -                    | -                      | -                     | -                  | -                 | 12                     | 4    |
| 48   | Lars Johansson      | Suzuki           | -                 | -                 | 15                  | -                    | -                      | -                     | -                  | -                 | 13                     | 4    |
| 49   | István Lovasi       | Yamaha           | -                 | -                 | -                   | -                    | -                      | -                     | -                  | 13                | -                      | 3    |
| 50   | Michael Kaplan      | Honda            | -                 | -                 | -                   | 14                   | -                      | -                     | -                  | -                 | -                      | 2    |
| -    | Helmut Schutz       | Honda            | -                 | -                 | -                   | -                    | 14                     | -                     | -                  | -                 | -                      | 2    |
| -    | Klaus Steinberger   | Suzuki           | -                 | -                 | -                   | -                    | -                      | -                     | -                  | 14                | -                      | 2    |
| -    | Martin Grein        | Suzuki           | -                 | -                 | -                   | -                    | -                      | -                     | -                  | -                 | 14                     | 2    |
| 54   | Maurizio Morselli   | Honda            | -                 | -                 | -                   | 15                   | -                      | -                     | -                  | -                 | -                      | 1    |
| -    | László Bore         | Yamaha           | -                 | -                 | -                   | -                    | -                      | -                     | -                  | 15                | -                      | 1    |
| Pos. | Pilota              | Moto             | Spagna (bandiera) | Italia (bandiera) | Germania (bandiera) | Rep. Ceca (bandiera) | Paesi Bassi (bandiera) | San Marino (bandiera) | Francia (bandiera) | Spagna (bandiera) | Regno Unito (bandiera) | P.ti |

| Legenda | 1º posto        | 2º posto            | 3º posto           | A punti      | Senza punti        | Grassetto – Pole position Corsivo – Giro più veloce |
| Legenda | Gara non valida | Non qual./Non part. | Ritirato/Non class | Squalificato | '-' Dato non disp. | Grassetto – Pole position Corsivo – Giro più veloce |

### Classe sidecar
Fonte:
Con quattro vittorie su cinque prove disputate, è l'equipaggio composto dagli svizzeri Tony e Kilian Wyssen a laurearsi campioni continentali per quel che concerne le motocarrozzette. Solamente l'equipaggio francese composto da Yvan Nigrowsky e Martial Charpentier sono riusciti a sopravanzare in una singola prova l'equipaggio elevetico, aggiudicandosi la prova francese di Le Mans.
Nella tabella sottostante, dove non indicata la nazionalità del passeggero si intende uguale a quella del pilota.
| Pos. | Pilota                                                   | Moto          | Germania (bandiera) | Cecoslovacchia (bandiera) | Paesi Bassi (bandiera) | Francia (bandiera) | Regno Unito (bandiera) | P.ti |
| ---- | -------------------------------------------------------- | ------------- | ------------------- | ------------------------- | ---------------------- | ------------------ | ---------------------- | ---- |
| 1    | Tony Wyssen-Kilian Wyssen                                | LCR-Yamaha    | 1                   | 1                         | 1                      | 2                  | 1                      | 97   |
| 2    | George Hardwick-Mark Day/Steve Parker                    | LCR-Yamaha    | -                   | 3                         | 2                      | -                  | 5                      | 43   |
| 3    | Tony Baker-James Cochrane/Andrew Wadsworth               | Baker/Yamaha  | 4                   | -                         | 3                      | 4                  |                        | 41   |
| 4    | Paul Atkinson-Gavin Simmons                              | LCR-Yamaha    | 11                  | 5                         | 4                      | 11                 | 12                     | 38   |
| 5    | Ray Gardner-Tony Strevens                                | LCR-Yamaha    | 2                   | 14                        | -                      | -                  | 2                      | 36   |
| 6    | John Evans-Ian Gaunt                                     | LCR-Yamaha    | -                   | 2                         | 5                      | -                  | 8                      | 36   |
| 7    | Jos van Stekelenburg-Rinie Bettgens                      | Windle/Yamaha | -                   | 6                         | 6                      | 6                  | 10                     | 36   |
| 8    | Barry Smith-David Smith                                  | Windle/Yamaha | -                   | 4                         | -                      | 8                  | 6                      | 31   |
| 9    | Raphaël Clerc-Charly Gaudard/Daniel Jasser/ Freddy Lüönd | Seymaz/JPX    | 10                  | 15                        | 7                      | 10                 | 7                      | 31   |
| 10   | Clive Stirrat-Simon Prior                                | LCR-JPX       | -                   | -                         | -                      | 5                  | 3                      | 26   |
| 11   | Michael Burcombe-John Gibbard                            | LCR-Krauser   | 5                   | 12                        | -                      | 13                 | 9                      | 25   |
| 12   | Henri Golemba-Alain Robert Barillon                      | LCR-Yamaha    | 8                   | 7                         | -                      | -                  | 11                     | 22   |
| 13   | Yvan Nigrowsky-Martial Charpentier                       | Seymaz/JPX    | -                   | -                         | -                      | 1                  | -                      | 20   |
| 14   | Geoff Thomas-Kevin Morgan/ Eckart Rösinger               | LCR-Yamaha    | 14                  | -                         | 11                     | -                  | 4                      | 20   |
| 15   | Kenny Howles-Steve Pointer                               | LCR-Yamaha    | 15                  | 10                        | 8                      | 15                 | 13                     | 19   |
| 16   | Alfred Heck-Mario Sturm/Andreas Räcke                    | LCR-Szl       | 6                   | 8                         | -                      | -                  | -                      | 18   |
| 17   | Gary Knight-Phillip Coombes/Malcolm Jackson              | LCR-Yamaha    | 3                   | -                         | -                      | -                  | 15                     | 16   |
| 18   | Werner Kraus-Oliver Schuster                             | Busch/Yamaha  | -                   | -                         | -                      | 3                  | -                      | 15   |
| 19   | Peter Lemstra-Edwin Nap/Gerald de Haas                   | LCR-Special   | 13                  | 11                        | 13                     | 14                 | -                      | 13   |
| 20   | Emil Lauer-Norbert Wild                                  | Busch/Honda   | 7                   | 13                        | -                      | -                  | -                      | 12   |
| 21   | Dominique Lacour-Patrick Marais                          | Busch/Suzuki  | -                   | -                         | -                      | 7                  | -                      | 9    |
| 22   | Lindsay Hurst-Gary Hurst/Phillip Coombes                 | Yamaha        | 9                   | -                         | -                      | -                  | 14                     | 9    |
| 23   | Jacques Hériot-Jean Louis Hériot                         | Yamaha        | -                   | 9                         | -                      | -                  | -                      | 7    |
| -    | Albert Giesemann-Gudrun Giesemann                        | LCR-Yamaha    | -                   | -                         | 9                      | -                  | -                      | 7    |
| -    | Erwin Weber-Eckart Rösinger                              | Sigwa         | -                   | -                         | -                      | 9                  | -                      | 7    |
| 26   | Gianpaolo Arlati-Vinicio Montanelli                      | LCR-Yamaha    | -                   | -                         | 10                     | -                  | -                      | 6    |
| 27   | Philippe Loreille-Guy Claude Loreille                    | Seymaz/Elf    | 12                  | -                         | -                      | -                  | -                      | 4    |
| -    | Billy Gällros-Kim Andreasen                              | LCR-Yamaha    | -                   | -                         | 12                     | -                  | -                      | 4    |
| -    | Judd Drew-Brian Houghton                                 | Windle/Yamaha | -                   | -                         | -                      | 12                 | -                      | 4    |
| Pos. | Pilota                                                   | Moto          | Germania (bandiera) | Cecoslovacchia (bandiera) | Paesi Bassi (bandiera) | Francia (bandiera) | Regno Unito (bandiera) | P.ti |

| Legenda | 1º posto        | 2º posto            | 3º posto           | A punti      | Senza punti        | Grassetto – Pole position Corsivo – Giro più veloce |
| Legenda | Gara non valida | Non qual./Non part. | Ritirato/Non class | Squalificato | '-' Dato non disp. | Grassetto – Pole position Corsivo – Giro più veloce |